# Sergio Bertoni
Sergio Bertoni (Pisa, Provincia de Pisa, Italia, 23 de septiembre de 1915-La Spezia, Provincia de La Spezia, Italia, 15 de febrero de 1995) fue un futbolista y director técnico italiano. Se desempeñaba en la posición de delantero.

## Selección nacional
Fue internacional con la selección de fútbol de Italia en 6 ocasiones y marcó 1 gol. Debutó el 7 de agosto de 1936, en un encuentro válido por los cuartos de final del torneo de fútbol de los Juegos Olímpicos de Berlín 1936 ante la selección de Japón que finalizó con marcador de 8-0 a favor de los italianos.

### Participaciones en Copas del Mundo
| Mundial                        | Sede    | Resultado |
| ------------------------------ | ------- | --------- |
| Copa Mundial de Fútbol de 1938 | Francia | Campeón   |

## Clubes

### Como futbolista
| Club           | País   | Año       |
| -------------- | ------ | --------- |
| A. C. Pisa     | Italia | 1935-1938 |
| Genoa C. F. C. | Italia | 1938-1946 |
| Brescia Calcio | Italia | 1946-1947 |
| Modena F. C.   | Italia | 1947-1949 |
| Spezia Calcio  | Italia | 1949-1950 |

### Como entrenador
| Club          | País   | Año       |
| ------------- | ------ | --------- |
| Spezia Calcio | Italia | 1950-1951 |
| Spezia Calcio | Italia | 1955-1957 |
| Spezia Calcio | Italia | 1961-1962 |

## Palmarés

### Como futbolista

#### Copas internacionales
| Título                 | Equipo              | País   | Año  |
| ---------------------- | ------------------- | ------ | ---- |
| Copa Mundial de Fútbol | Selección de Italia | Italia | 1938 |